# تایپ ۵۹
تایپ ۵۹ یک تانک چینی است که بر اساس تانک تی-۵۴آ شوروی ساخته شد. اولین مدل این تانک در سال ۱۹۵۸ تولید و یک سال بعد وارد ارتش چین شد. تولید آن تا سال ۱۹۸۰ ادامه یافت و پس از آن نیز بهینه‌سازی‌ها و به‌روزرسانی‌های متعددی بر روی آن انجام شد به طوری که تا اوایل سده بیست‌ویکم اسکلت اصلی نیروی زرهی ارتش آزادیبخش خلق را تشکیل می‌داد و حدود ۶ هزار عراده از آن در سال ۲۰۰۰ در این ارتش فعال بود. تانک‌های تایپ ۶۹ و تایپ ۷۹ و تانک سبک تایپ ۶۲ نیز تانک‌های دیگری هستند که بر اساس طرح کلی تانک تایپ ۵۹ ساخته شده‌اند.

## ویژگی‌ها
سلاح اصلی این تانک یک توپ ۱۰۰ میلی‌متری است (در مدل‌ های بعدی ۱۰۵ م‌م) که معمولاً ۳۴ گلوله برای آن حمل می‌شد. و تسلیحات ثانویه تانک شامل ۳ تیربار می‌شود؛ دو تیربار متوسط ۷٫۶۲ م‌م تایپ ۵۹تی؛ یکی هم‌محور با سلاح اصلی در کنار آن (با ۲۰۰۰ فشنگ) و دیگری به صورت کمانی در قسمت راننده (با ۱۰۰۰ فشنگ) و یک تیربار سنگین ۱۲٫۷ م‌م تایپ ۵۴ (مدل تولید چین تیربار دوشکا) برای دفاع هوایی (با ۵۰۰ فشنگ).
تایپ ۵۹ در طول ده‌ها سال فعالیت خود شاهد به‌روزرسانی‌ها و بهینه‌سازی‌های متعددی بوده‌است. از مهمترین این اصلاحات که با الهام از تکنولوژی‌های غربی و تانک‌های دیگر ساخت شوروی انجام شده شامل قابلیت جستجوی مادون قرمز، سیستم تعیین مسافت لیزری، تجهیزات دید در شب، و سیستم اطفای حریق اتوماتیک در مدل I و تعویض توپ ۱۰۰ میلی‌متری اصلی تانک با یک توپ پرقدرت‌تر ۱۰۵ میلی‌متری (مدل تولید چین توپ انگلیسی ال۷)، تجهیزات ارتباطی جدید، و موتور پرقدرت‌تر ۵۸۰ اسب بخار در مدل II می‌شود.
تی ۵۹دی از مهمترین بهینه‌سازی‌های این تانک است که در دهه ۱۹۹۰ صورت گرفت و بسیاری از تانک‌های ارتش چین بر اساس آن اصلاح شدند. از مهمترین اصلاحات در تایپ ۵۹دی شامل قرار دادن یک زره واکنشی، یک توپ جدید، سیستم دید در شب غیر فعال، و سیستم کنترل آتش جدید و تعویض موتور با موتور ۱۲۱۵۰ال۷ بود. این تانک توسط شرکت صنایع نظامی سودان نیز با نام تانک زبیر ۲ تولید می‌شود.

### زره
ضخامت زره تایپ ۵۹ در بخش‌های مختلف به این شرح است:
- بخش فوقانی قسمت جلو بدنه: ۹۷ م‌م
- بخش تحتانی قسمت جلو بدنه: ۹۹ م‌م
- بخش فوقانی قسمت‌های کناری بدنه: ۷۹ م‌م
- بخش تحتانی قسمت‌های کناری بدنه: ۲۰ م‌م
- عقب بدنه: ۴۶ م‌م
- کف بدنه: ۲۰ م‌م
- سقف بدنه: ۳۳ م‌م
- جلو برجک: ۲۰۳ م‌م
- بخش‌های کناری برجک: ۱۵۰ م‌م
- عقب برجک: ۶۴ م‌م
- سقف برجک: ۳۹ م‌م

## کاربران
در مجموع بیش از ۹۵۰۰ عراده از مدل‌های مختلف این تانک ساخته شده و علاوه بر چین کشورهایی همچون پاکستان، ویتنام، آلبانی، کره شمالی، کامبوج، بنگلادش، عراق و ایران از مهمترین خریداران یا دریافت‌کنندگان این تانک بودند. در جنگ ایران و عراق چینی‌ها هر دو کشور را به تانک‌های تایپ ۵۹ و تایپ ۶۹ مجهز کردند. ایران بین سال‌های ۱۹۸۲ تا ۱۹۸۴ حدود ۳۰۰ عراده از این تانک را دریافت کرد و بعد از جنگ با نصب توپ ۱۰۵ میلی‌متری ام۶۸ و زره واکنشی و بهینه‌سازی‌های دیگری آن را با عنوان سفیر-۷۴ همچنان در خدمت نظامی خود دارد. بهینه‌سازی مشابهی هم بر روی تانکهای تی-۵۵ ساخت شوروی انجام شد که با عنوان تی-۷۲زد معروف است.
پاکستان نیز یکی از کاربران اصلی این تانک است که بیش از ۱۷۰۰ عراده از این تانک را بین سالهای ۱۹۶۵ تا ۱۹۸۸ از چین خریداری کرد و به طور گسترده‌ای از آن در جنگ سال ۱۹۷۱ خود با هند استفاده کرد. در سال ۱۹۹۰ بهینه‌سازی تعدادی از تانکهای تایپ ۵۹ نیروی زمینی پاکستان در مجتمع صنایع سنگین تاکسیلا آغاز شد و محصول آن تانک الضرار نام گرفت. از جمله اصلاحات تانک پاکستانی‌ها شامل زره واکنشی، توپ ۱۲۵ م‌م بدون خان، سیستم کنترل آتش و سیستم تعلیق بهبودیافته و موتور پرقدرت‌تر ۷۳۰ اسب بخار می‌شود.
کره‌شمالی نیز که صدها عراده از این تانک را خریداری کرده بود، توپ هویتزر دوربرد خودکششی ۱۷۰ میلی‌متری کوکسان را با استفاده از شاسی تایپ ۵۹ طراحی کرد. این توپ به ایران هم صادر شده و در اواخر جنگ ایران و عراق مورد استفاده قرار گرفت.

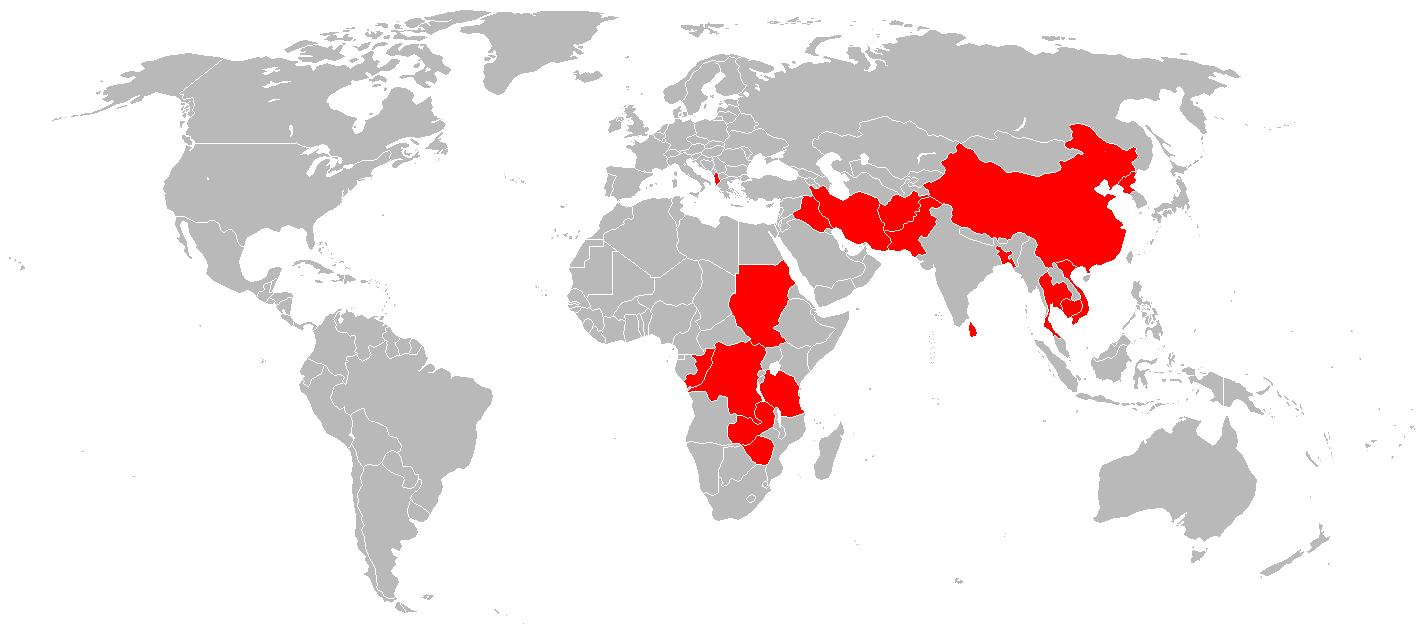
کاربران تایپ ۵۹

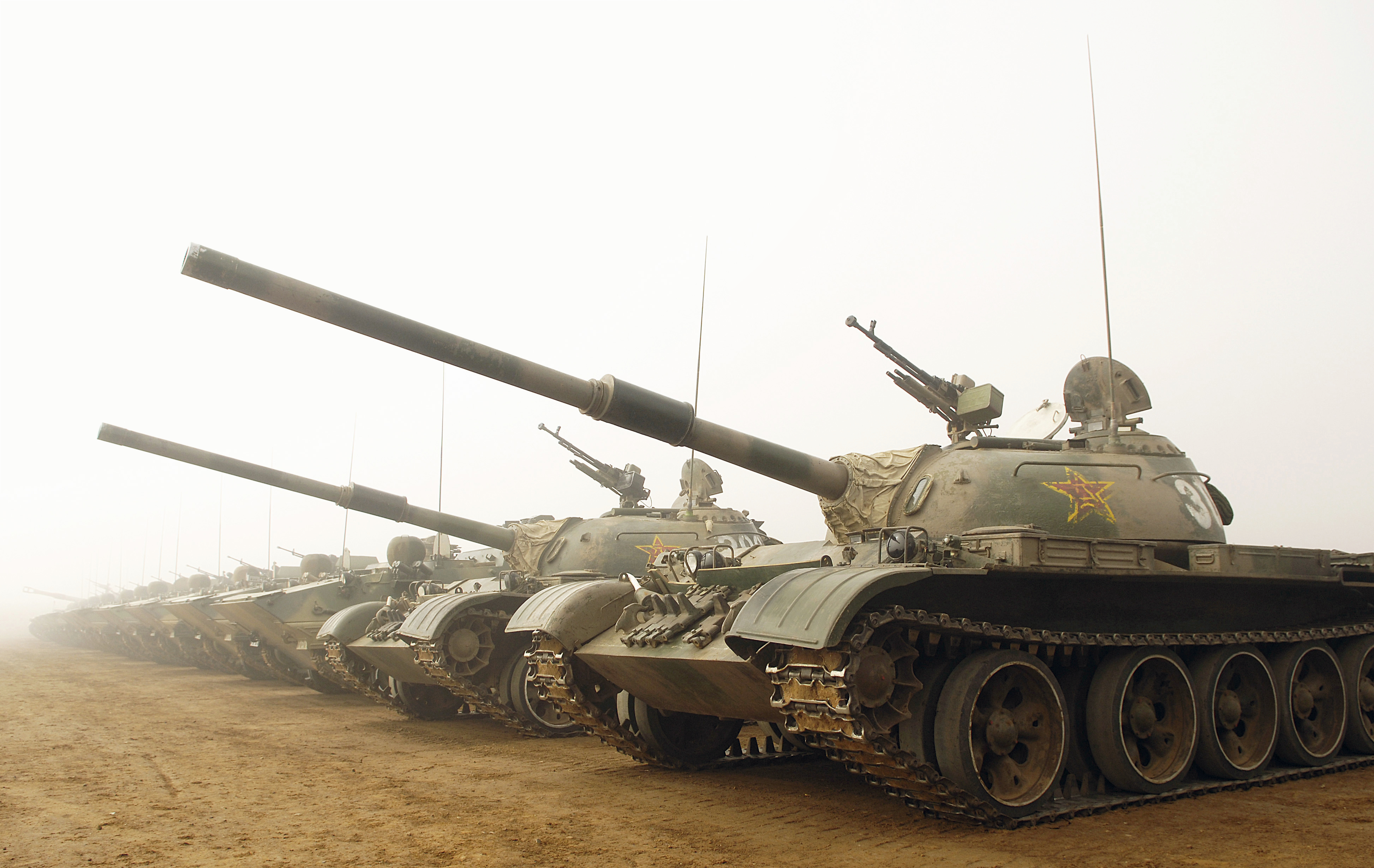
صفی از تانک‌های تایپ ۵۹ II چین

- آلبانی - بیش از ۷۲۱ عراده. بیشتر آن‌ها از خدمت خارج شده و برخی در انبار هستند.
- افغانستان - ۱۰۰ عراده
- بنگلادش - ۳۶ عراده تایپ ۵۹ به عنوان کمک در سال‌ها ۱۹۸۱ و ۸۲ دریافت شد. در سال ۲۰۰۱ حدود ۲۴۰ عراده تی-۵۴، تی-۵۵ ، تایپ ۵۹ و تایپ ۶۲ فعال بودند.[۲] در سال ۲۰۰۳ حدود ۱۸۰ عراده.[۳] و در سال‌های ۵-۲۰۰۴ حدود ۸۰ عراده تایپ ۵۹ و تایپ ۶۹.[۴][۵] در سال ۲۰۱۰ حدود ۲۶۴ عراده تایپ ۵۹ و ۳۰ تی-۵۴ در اختیار ارتش بوده که البته به نفربر زرهی و خودرو رزمی پیاده‌نظام تغییر یافته‌اند.
- کامبوج - ۱۵۰ عراده تی-۵۵، تایپ ۵۹ و پی‌تی-۷۶ در سال ۲۰۰۱ فعال بود.[۶] ۵۰ عراده تایپ ۵۹ در سال‌های ۲۰۰۴ و ۲۰۰۶ فعال بود.
- چین - ۶ هزار عراده تایپ ۵۹ تا سال ۲۰۰۰ و ۵ هزار عراده تا سال ۲۰۱۰ فعال بوده‌اند.[۷]
- جمهوری دموکراتیک کنگو - ۲۰ عراده
- جمهوری کنگو- ۱۵ عراده
- ایران - ۳۰۰ عراده تایپ ۵۹ بر اساس سفارش سال ۱۹۸۱ بین سال‌های ۱۹۸۲ تا ۱۹۸۴ دریافت شد. در دهه ۱۹۹۰ بهینه‌سازی تایپ ۵۹، تی-۵۴ و تی-۵۵ها به سفیر-۷۴ آغاز شد و ۲۰۰ موتور دیزلی وی-۴۶ برای این منظور بین سال‌های ۹۳ تا ۲۰۰۰ از روسیه خریداری شد. در سال ۲۰۰۰ حدود ۲۲۰ عراده تایپ ۵۹ و در سال ۲۰۱۰ حدود ۵۴۰ عراده  از تمامی تانک‌های خانواده تی-۵۴ (تی-۵۴، تی-۵۵، تایپ ۵۹، تایپ ۶۹ و سفیر) فعال بودند.[۸][۹][۱۰]
- سری‌لانکا - بیش از ۸۰ عراده
- میانمار - بیش از ۱۶۰ عراده از تایپ ۵۹دی و دی۱
- کره شمالی -۵۰۰ عراده تایپ ۵۹ در سال ۲۰۰۰ فعال بود.[۱۱] بیش از ۳۵۰۰ عراده تی-۳۴، تی-۵۴، تی-۵۵ و تایپ ۵۹ در سال ۲۰۰۶ فعال بود.[۵]
- پاکستان -حدود ۱۳۰۰ عراده تایپ ۵۹ در سال ۱۹۹۰ و حدود ۴۰۰ عراده تایپ ۵۹ و ۴۰۰ عراده مدل بهینه‌سازی‌شده بومی الضرار در سال ۲۰۱۰ فعال بود.[۱۲]
- سودان - ۱۰ عراده
- تانزانیا - ۳۰ عراده
- ویتنام - ۳۵۰ عراده
- زامبیا - ۲۰ عراده
- زیمبابوه - ۳۰ عراده

### کاربران سابق
- عراق - حدود ۱۵۰۰ عراده تایپ ۵۹ و تایپ ۶۹ در سال ۱۹۹۰ فعال بود. تقریباً تمام آن‌ها از بین رفته‌است.